# جیمز جفری
جیمز فرنکلین جِفری، (در انگلیسی: James Franklin Jeffrey) مسئول تیم سیاست‌گذاری ایران و مشاور عالی کاندولیزا رایس، وزیر خارجه ایالات متحده آمریکا است.
وی از دیپلماتهای با سابقه وزارت خارجه آمریکا است که به عنوان سفیر آمریکا در کشورهای مختلفی خدمت کرده‌است.